# Вулиця Ляпунова (Харків)
Вулиця Ляпунова — вулиця у Харкові, у Шевченківському районі, в історичній місцевості Шатилівка. Йде на схід від проспекту Науки. Вулиця виникла в останній третині XIX століття, спочатку мала назву Трансваальська, а до середини 1980-х років перейменована на честь професора Харківського університету, математика Олександра Ляпунова.

## Розташування
Вулиця починається від проспекту Науки між станціями метро «Наукова» і «Ботанічний сад», іде на схід, перетинає вулиці Професора Отамановського, Шатилівську та Юрія Шевельова і закінчується перехрестям з Авіаційною вулицею.
Вулиця асфальтована, рух двосторонній. Початок вулиці забудований багатоповерховими домами (від 5 до 16 поверхів), кінець вулиці — приватними будинками.

## Історія
Вулиця, ймовірно, виникла в останній третині XIX століття як дорога з Павловки до цегельного заводу. Завод був на перетині нинішньої вулиці Ляпунова з проспектом Науки й належав спочатку Досекіним, а потім Шатиловій.
Спочатку вулиця називалась Трансваальська на честь історичної області Трансвааль у Південній Африці. Ймовірно, ця назва була незрозуміла міській владі в 1920-х роках, тому в назві відбулась метаморфоза: в 1929 році вулиця фігурувала під назвою Тралевальська. До кінця 1930-х років відновили початкову назву вулиці.
До середини 1980-х років вулиці присвоїли ім'я Олександра Ляпунова, математика, який у 1885—1902 роках працював у Харківському університеті. На початку вулиці встановлена меморіальна дошка на честь Ляпунова.